# Casa de los Pinelo
La Casa de los Pinelo est un bâtiment de style Renaissance situé dans le centre historique de Séville, en Espagne. Il abrite à la fois la Real Academia Sevillana de Buenas Letras et la Real Academia de Bellas Artes de Santa Isabel de Hungría.

## Vues

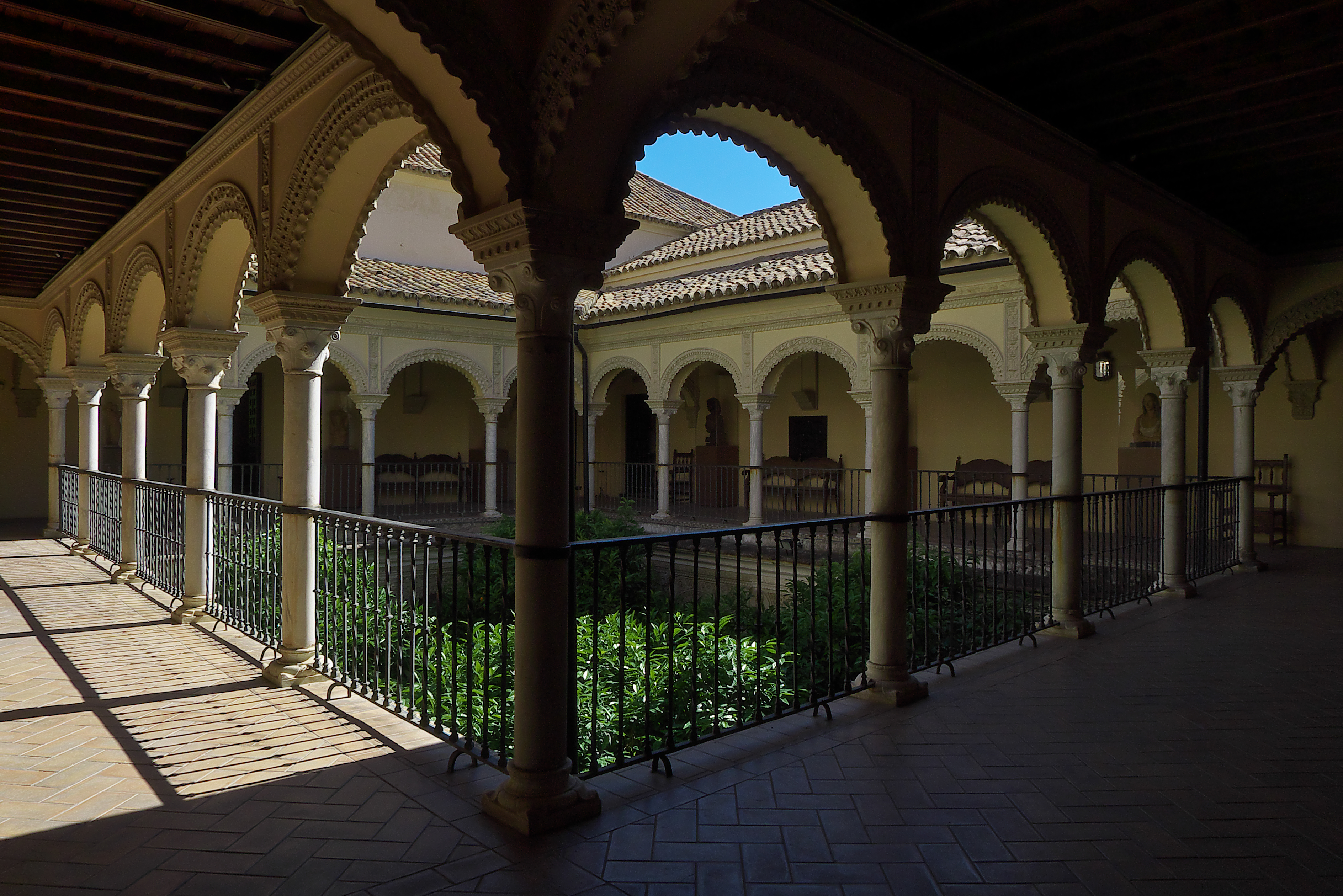
Arcades
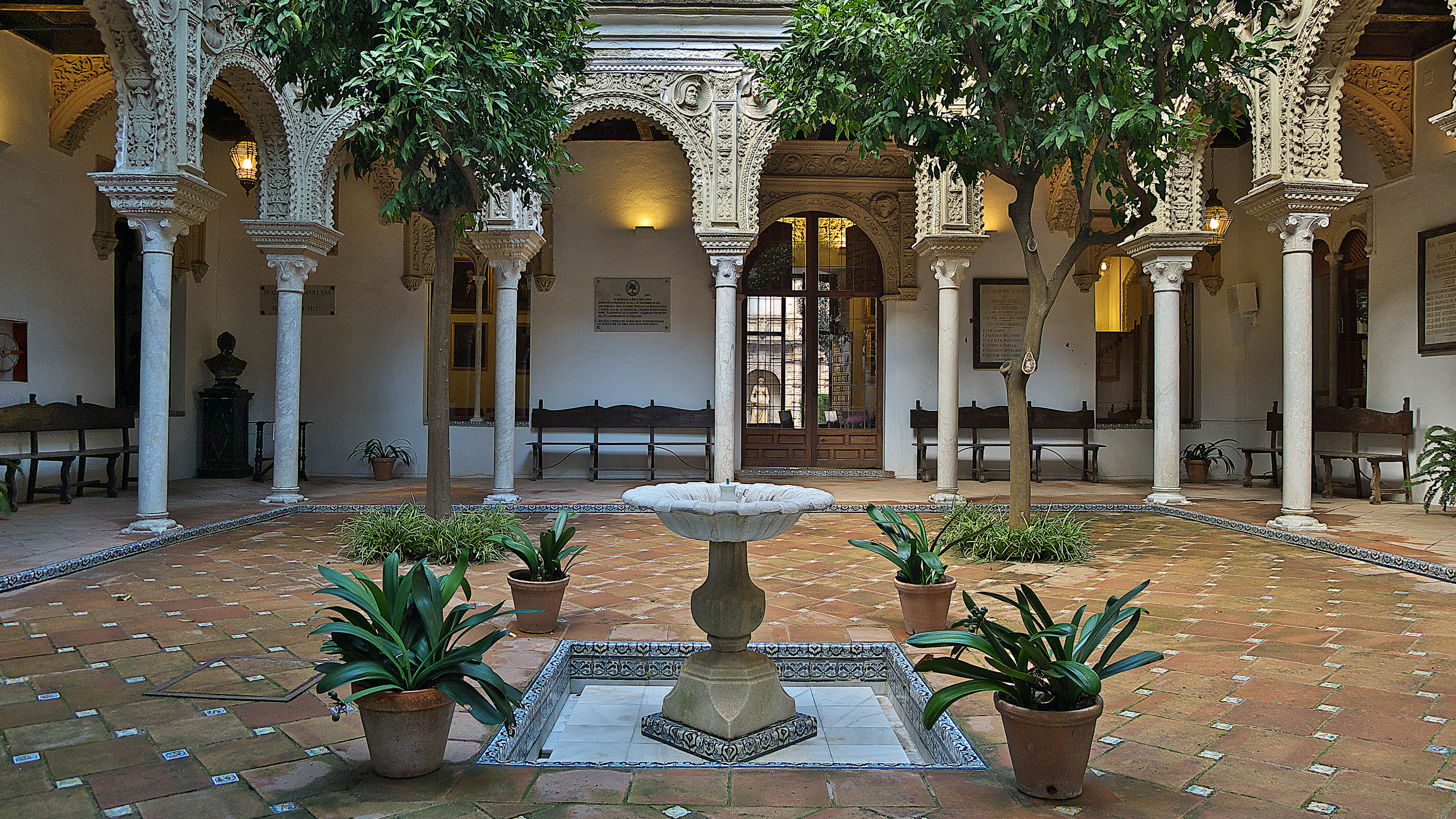
Patio Renaissance
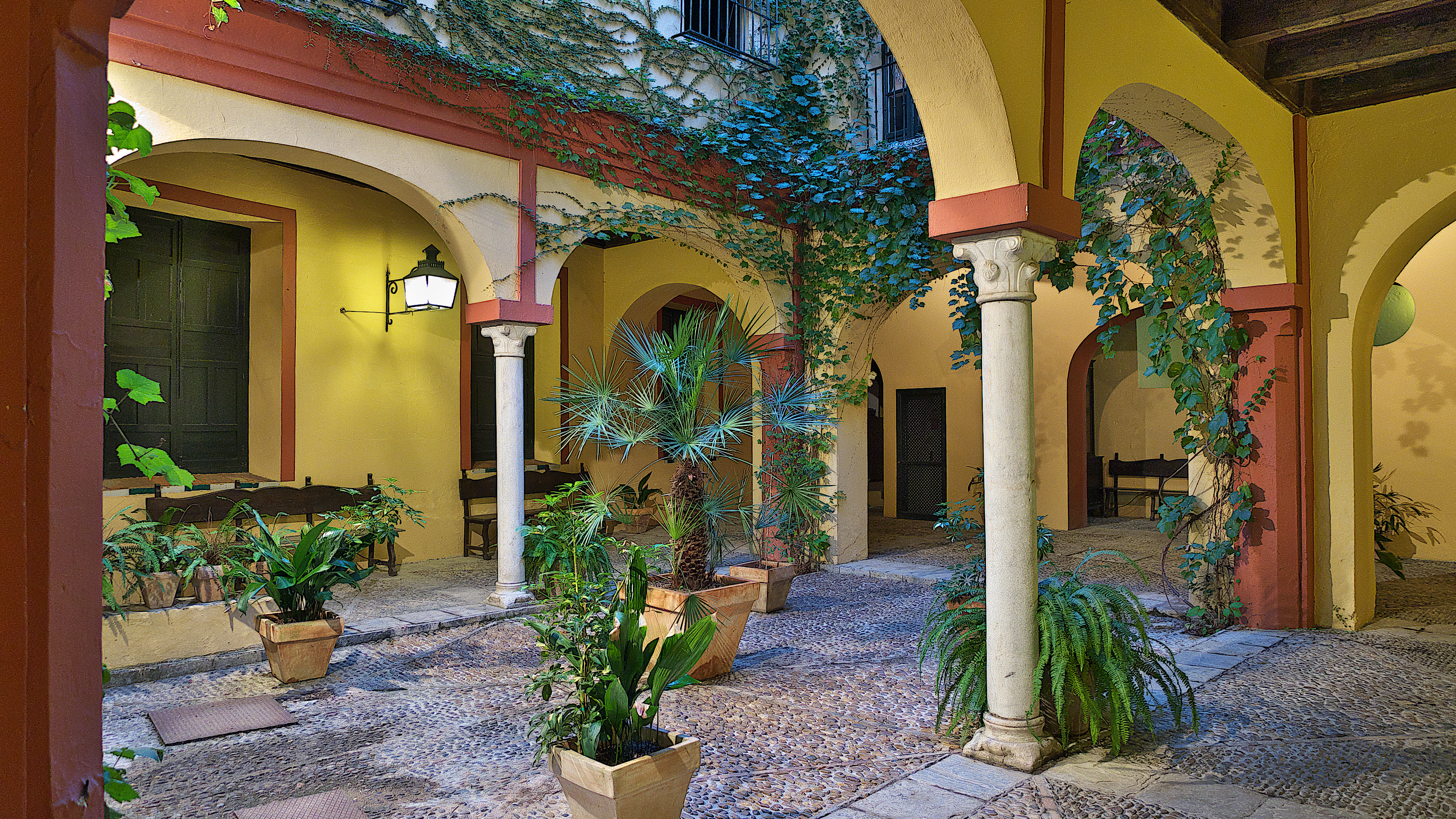
Patio d'entrée
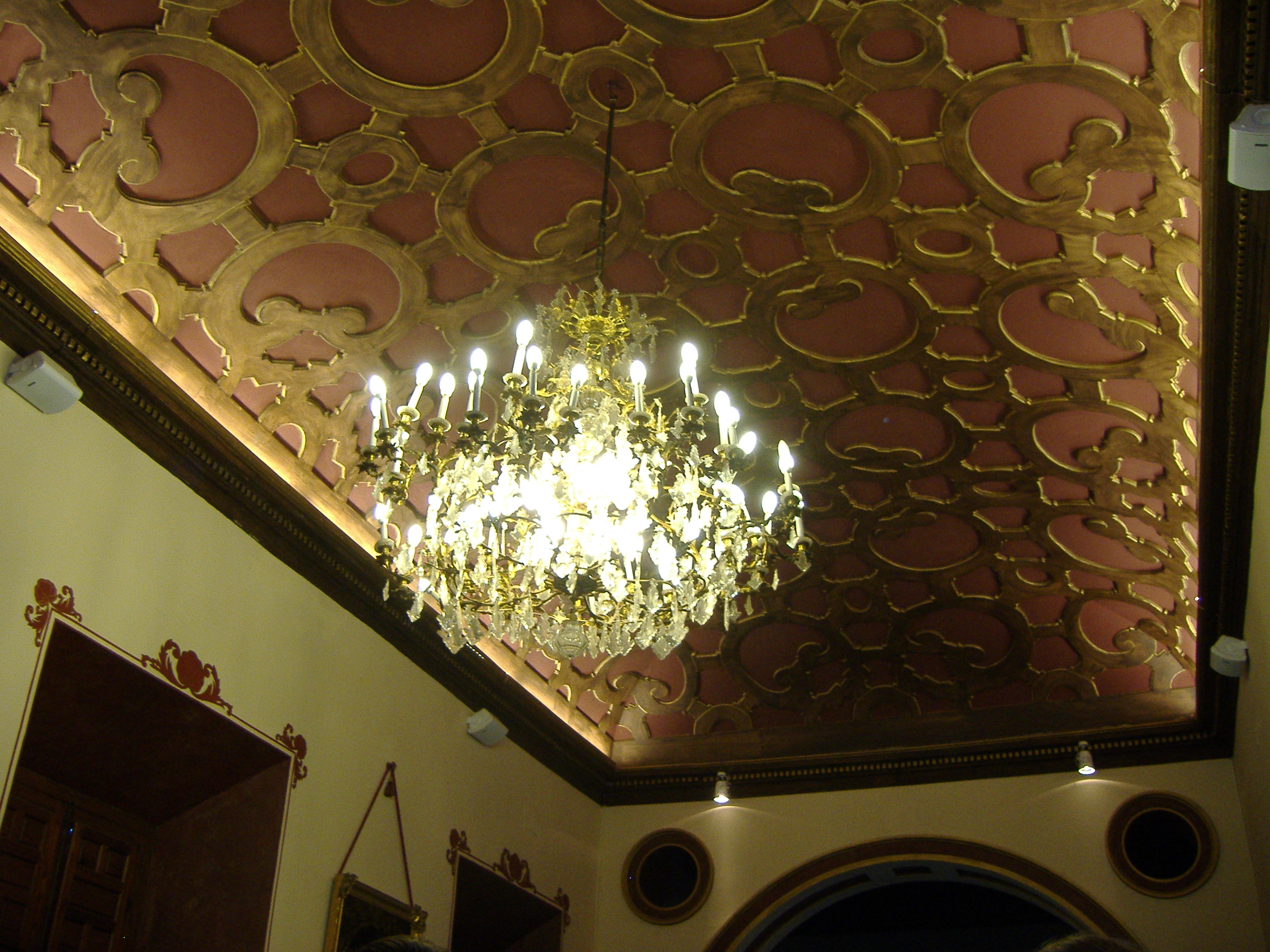
Plafond
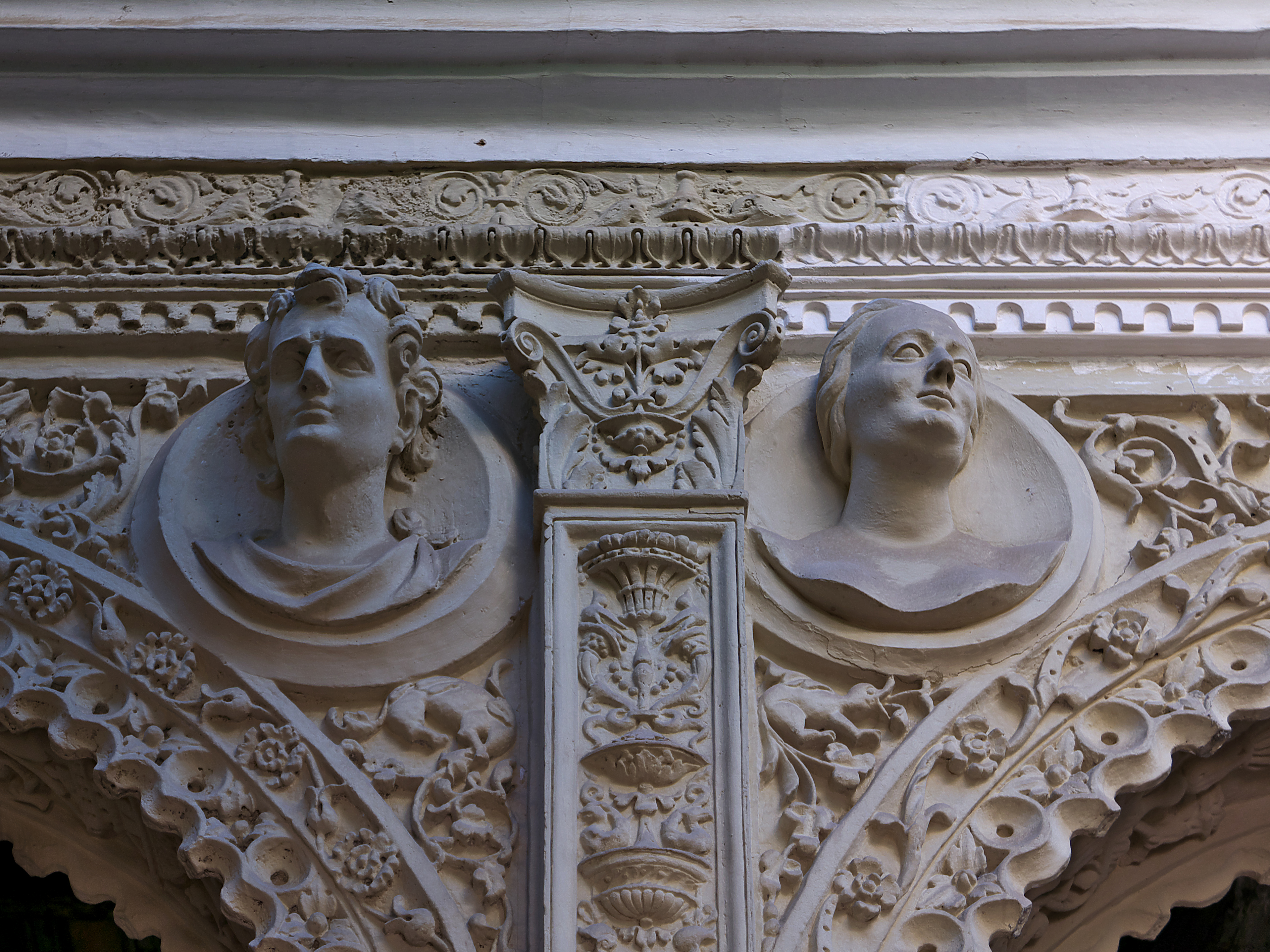
Bustes du Patio